# Panzertalsperre
Přehrada Panzertalsperre se nachází v Německé spolkové republice, země Severní Porýní-Vestfálsko, poblíž měst Remscheid a Lennep a do roku 1990 sloužila jako zásobárna pitné vody. 

## Stavba
Byla postavena v letech 1891 až 1893 inženýrem Albertem Schmidtem za účelem vytvoření zásobárny pitné vody. Panzertalsperre je druhou nejstarší přehradou postavenou s tímto účelem. Jediná starší je pouze několik kilometrů vzdálená vodní nádrž Eschbach (německy Eschbachtalsperre). 
Sypaná hráz postavená z lomového kamene měla původně výšku 12,5 m s délkou koruny 100 m a šířkou 1,6 m. Objem nádrže byl 117 000 metrů krychlových. 

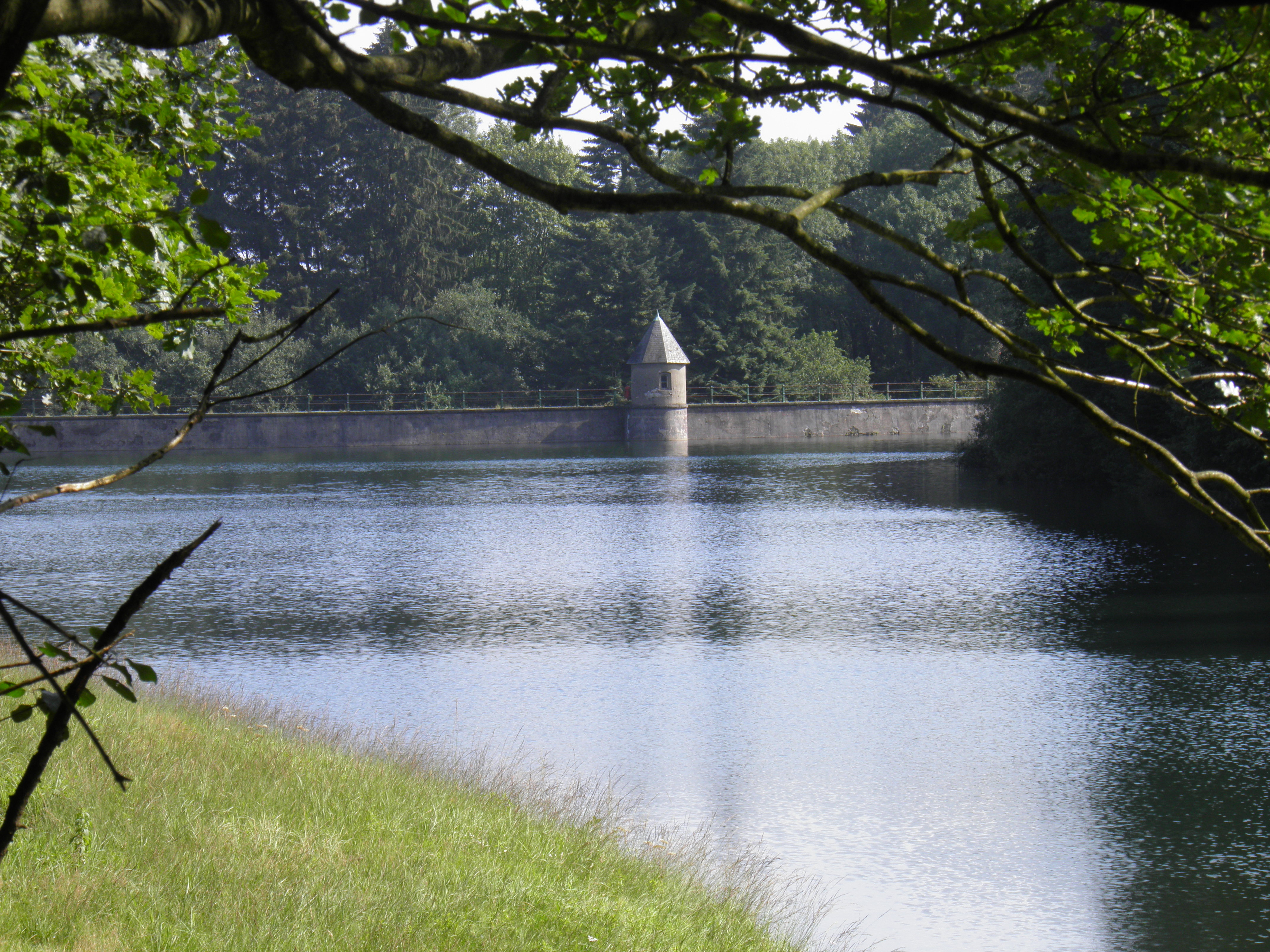
Panzertalsperre Lennep

V roce 1901 se tehdejší nezávislé město Lennep rozhodlo hráz zvětšit a tudíž byla 1. listopadu 1905 uvedena do provozu nová hráz vysoká 14,75 m, dlouhá 164 m a široká 3,6 m. 
Na rozdíl od jiných hrází je z vnější strany posílana opěrnými zdmi podobně jako zdi opevnění. Tato konstrukce tedy představuje zvláštní formu Intzeho principu. Přehrada nyní měla kapacitu asi 300 000 metrů krychlových a byla tedy stále relativně velmi malá. 

## Pojmenování
V prvních dnech výstavby hráze na konci 19. století až do začátku 20. století bylo v Německu obvyklé pojmenovat přehrady podle města, u kterého byla postavena, ne podle řeky, která nádrž napájí. V důsledku toho lze v některé literatuře nalézt také označení Lennepersperre podle města Lennep. 

## Dnešní využití
Dnes již přehrada neslouží k zásobování pitnou vodu, ale je vyhledávaným cílem v okolí. Pro vodní hospodářství už není nijak využívána a vodárna byla v roce 1990 uzavřena. Přehrada je památkově chráněná a přítoky jsou pod přírodní ochranou. 
Hráz byla delší dobu ve špatném stavu a potřebovala nákladnou renovaci. Z důvodu vysokých nákladů na renovaci byla dlouhá léta do značné míry vypuštěna a hrozilo také její úplné odvodnění nebo demolice. Po dlouhém období nejistoty byl v prosinci 2006 vypracován plán financování a bylo rozhodnuto o rekonstrukci. 
Povodí řeky Wupper převzalo přehradu 1. ledna 2007 s úmyslem ji zrenovovat. Renovační práce začaly v srpnu 2013 a byly dokončeny v březnu 2016. 
V blízkosti hráze se nachází řada chráněných rostlin, které se jinak v širším okolí vyskytují jen zřídka. 